# The Name Nodens
The Name “Nodens” (Der Name „Nodens“) ist der Titel eines Essays des britischen Schriftstellers und Philologen J. R. R. Tolkien aus dem Jahre 1932. Behandelt wird darin die Herkunft, Bedeutung und die sprachlichen Besonderheiten des Namens der altkeltischen Gottheit Nodons. Ein Nachdruck der Veröffentlichung erschien 2007 im vierten Band der Reihe Tolkien Studies, herausgegeben von der Johns Hopkins University Press, im Project MUSE.

## Hintergrund und Inhalt
Tolkien wurde im Jahr 1928 von dem Archäologen Sir Robert Eric Mortimer Wheeler und dessen Frau Tessa Verney Wheeler gebeten zu einem bei einer Ausgrabung in Lydney Park in Gloucestershire gefundenen sogenannten „Fluchstein“ genauer einem „Fluchtäfelchen“, Nachforschungen zur Etymologie und Bedeutung des dort erwähnten Namens „Nodens“ durchzuführen. Es handelte sich um einen Stein römischen Ursprungs mit Inschriften und wahrscheinlich auch einem Mosaik, das diesen Namen trug. Es geht in den Inschriften um einen Senicianus, der verflucht werden sollte. Urheber des Fluches war ein Silvanius, der seinen goldenen Ring verloren hatte, oder der ihm gestohlen worden war. Er bot Nodens die Hälfte des Ringwertes für eine Beschwörung oder einen Fluch an, mit der der Dieb, oder der Finder, belegt werden sollte. Tolkien verfasste daraufhin eine Abhandlung, die 1932 als Anhang zu dem Bericht über die Ausgrabungen herausgegeben wurde.
Anhand linguistischer Analysen, ausgehend von den Endungen der indogermanischen Wörter, erwähnt Tolkien in seinem Essay auch eine Theorie, nach der der Name Nodens, oder auch Nuada und in anderen Variationen nicht nur als Meergottheit aufzufassen sei, sondern durchaus auch als Fischer, Angler oder Fänger. Da bei der Ausgrabung neben Darstellungen von Fischern und Ichthyokentauren (was auf Nodens als Meeresgottheit hinweisen könnte) auch viele Abbildungen von Hunden entdeckt wurden, hat Tolkien zusätzlich die mythologische Figur des walisischen Gwynn vap Nudd in Betracht gezogen, da dieser Gwynn als Jäger mit übermenschlichen Kräften bekannt war.
Er stellte zudem eine Ableitung des Namens von dem keltischen Gott Nodens über den irischen Halbgott und König der Túatha Dé Danann mit dem Namen Núadu Argat-Lám („Nuad Silberhand“) zum walisischen Lludd Lhaw Ereint („Lludd Silberhand“), dem sagenhaften Gründer der Stadt London, bis hin zu William Shakespeares Sagenkönig Lear her. Tolkien leitete die Bedeutung insbesondere von der germanischen Grundform „nut“ mit den Nebenformen „neutan, naut, nutum, nutana“ ab, was sowohl einfangen, erlangen, besitzen als auch genießen oder nützen bedeuten kann. Daraus ergibt sich wiederum ein Bezug zu Núadu Argat-Lám, von dem es heißt, dass ihm im Kampf die rechte Hand abgeschlagen wurde und er daraufhin all seine Macht verlor, bis ihm die Túatha Dé Danann eine Hand aus Silber anfertigten, die er in gleicher Weise benutzen konnte wie eine natürliche Hand. Er erlangte so auch seine verlorene Macht zurück und regierte weitere 20 Jahre.
Tolkien nutzte für seine Ausführungen in seinem Essay die in seiner Zeit vorhandene Fachliteratur des 19. Jahrhunderts. Darunter auch das deutschsprachige Standardwerk von Hjalmar Falk und Alf Torp Wortschatz der germanischen Spracheinheit von 1909.

## Zusammenhang mit Tolkiens Werken
Einige Quellen behaupten, dass sich Tolkien von dem Fund eines goldenen Ringes in der Nähe der Römerstadt Silchester in Hampshire durch einen Farmer im Jahre 1785 zu der Geschichte um den „Einen Ring“ inspirieren ließ, da er erst im Anschluss begann an dem Buch Der Hobbit zu schreiben. Zwischen dem Ring und einer Verwünschung, die mehr als 160 Kilometer von dem Fundort des Ringes entfernt gefunden wurde, stellte Mortimer Wheeler einen Zusammenhang her. Daher bat er Tolkien mit der wissenschaftlichen Entschlüsselung des Namens. Tolkien soll nun durch diese Erkenntnisse Anregungen für seine eigenen später verfassten Werke gezogen haben. Hintergrund waren die beiden Inschriften: Der Ring hat eine Gravur, die besagt: SENICIANE VIVAS IIN DE[O] ((Senicianus lebe in Gottes [Segen])). Der diesem zugeordnete Bannspruch auf einer gefundenen Tafel lautet: „Unter denen, die den Namen Senicianus tragen, soll keinem Gesundheit zuteil werden, bis der Ring in den Tempel der Nodens zurückgebracht ist.“